# 殿町 (松阪市)
殿町（とのまち）は、三重県松阪市の町。松坂城の城下町のうち、武家屋敷が置かれた町であり、現代でも松阪市役所をはじめとする公共施設の集中する行政の中心である。

## 地理
松阪市の北東部、松阪市中心市街地の南西部に位置する。町は東西方向より南北方向の方がやや長い。地形的には、四五百森（よいほのもり）と呼ばれる丘陵部と阪内川が形成した沖積平野から成るが、松坂城築城以降の地形改変によりその区分は分かりにくくなっている。町内は文教地区および住宅地として利用されており、松阪市役所などの行政機関や商店も混在する。住宅地部分には、槙垣に囲まれた御城番屋敷、植え込みなどに囲まれた伝統的地割の残る旧同心町など、武家屋敷の名残をとどめている。
- 川 - 神道川（じんどうがわ）[14]

北東から東は魚町、南東は新座町・新町、南西は大黒田町、西と北西は内五曲町と接する。

### 地区計画
松阪市は殿町と殿町に隣接する魚町・大黒田町の一部に対し、殿町地区地区計画を2006年（平成18年）10月10日に制定した。この地区計画では、計40.5 haの対象地域を上殿町・本殿町地区、殿町第一校区地区、幸・桃山地区、御城番地区、四五百の森地区、松阪城跡地区の6つに区分し、上殿町・本殿町地区と御城番地区は生け垣のある住宅地区、殿町第一校区地区と幸・桃山地区は住宅地と商業地が調和的に混在した地区、四五百の森地区と松阪城跡地区は自然景観や歴史的景観を維持する地区と定められている。建築物の高さ制限や用途制限、敷地面積の下限などが設定されている地区もある。
この地区計画の制定背景には、殿町でマンション建設計画が持ち上がり、「松阪らしい」四五百森の眺望が失われるおそれが生じ、景観への関心が高まったことがある。松阪市景観マスタープラン（2007年）では「松阪城跡周辺地区」として歴史的な地割と槙垣、松阪神社・本居宣長ノ宮の社叢を維持・保全することで、閑静な住宅地として未来に継承することが計画されている。

### 小・中学校の学区
市立の小・中学校に通学する場合、学区は以下の通りとなる。
| 町名 | 地域 | 小学校     | 中学校                     |
| ---- | ---- | ---------- | -------------------------- |
| 殿町 | 一部 | 第一小学校 | 殿町中学校または鎌田中学校 |
| 殿町 | 一部 | 幸小学校   | 殿町中学校                 |

上記のうち第一小学校、幸小学校、殿町中学校は殿町にある。

## 歴史

### 近世まで

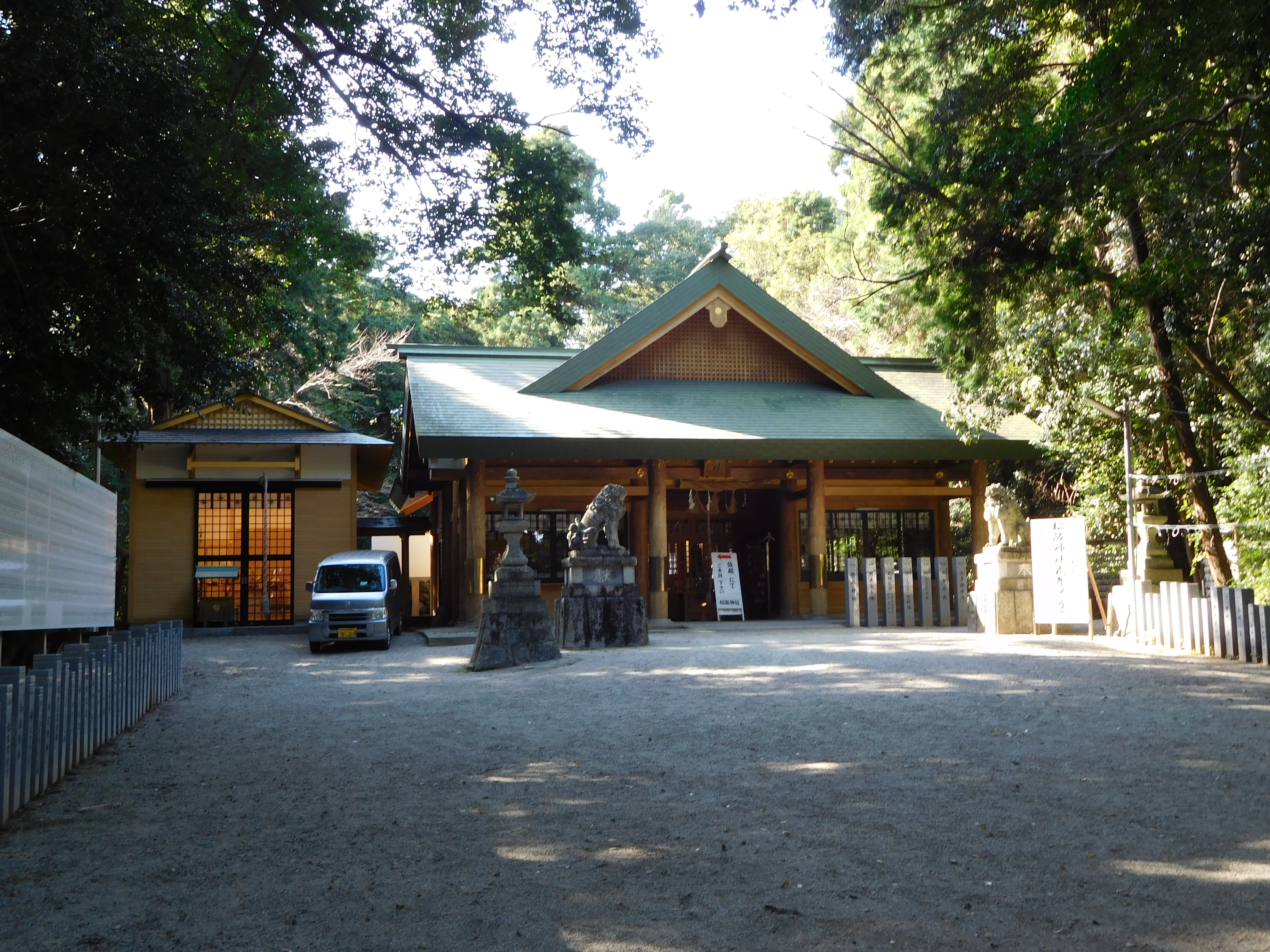
松阪神社（2016年）

松坂城跡や松阪市立幸小学校の敷地からは土器が出土しており、最古のものは渦巻文様を有する縄文時代後期の土器である。松坂城跡から出土する土器は後期の弥生土器が多く、幸小学校からは古墳時代前期の土師器が3点出土している。平安時代に成立した『延喜式神名帳』の伊勢国飯高郡の項にある「意悲神社」（おいのじんじゃ）は後代の松阪神社に比定されている。
天正16年（1588年）、蒲生氏郷は松ヶ島城下が不便かつ狭小で海辺に近いことから、より広く防御に適した地として平山城の松坂城を築城した。氏郷は四五百森と呼ばれた丘陵を東西2つに分断し、東側を城郭に、西側を自然の森のまま残して城の鎮守とした。同時に城下町の整備に乗り出し、城のすぐそばに武家地を、その外縁に町人地を、さらにその縁辺部に寺社を配置し、城の正面に至る大手通りも整えた。この時整備された武家地が殿町であり、氏郷は天正16年11月晦日（グレゴリオ暦：1589年1月16日）付で「町中掟」を発出し、殿町で見せ棚を出して商売を行うことを禁じ、純粋な武家地にしようとしていたことが窺える。殿町という地名は、明暦3年2月21日（グレゴリオ暦：1657年4月4日）付の松ヶ島村の検地帳写に小字名として記録されていることから、松ヶ島城下でも使われていたことが分かるが、『権輿雑集』（けんよざっしゅう）では、松ヶ島城下から引き移した町名ではないと記している。

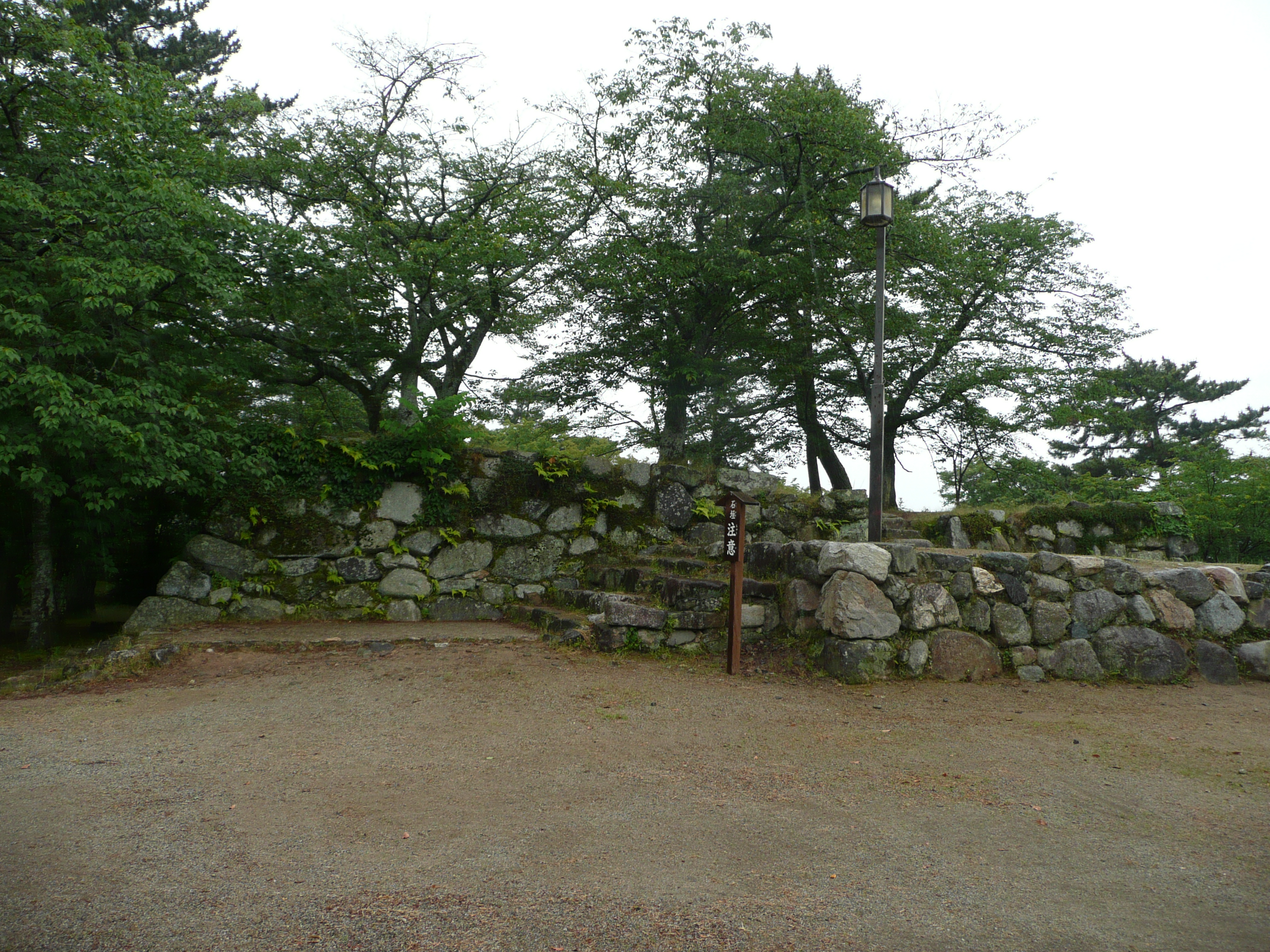
松坂城天守台（2010年）

近世には伊勢国飯高郡松坂城下の一部であり、当初は古田重勝・重治兄弟が藩主を務める松坂藩の配下にあったが、元和5年（1619年）に重治が石見国浜田（現・島根県浜田市）へ転封となり、同時に紀州藩領となった。紀州藩は松坂に奉行所を置き、明暦3年（1657年）には大久保四郎右衛門を松坂城代に任命し、これ以降、松坂城代が紀州藩の飛地領である白子・松坂・田丸を管轄した。この頃の殿町は正式な町名ではなく、通称名として存在し、町内には城代屋敷、西役屋敷、船奉行屋敷、町奉行屋敷、郡奉行屋敷、与力等屋敷、同心組屋敷、代官所などの武家屋敷が建ち並んだ。文久3年（1863年）、紀州徳川家直属の家臣から田辺城主・安藤氏の家臣へ移るという命を拒否して浪人となっていた元・田辺与力が帰藩を認められ、松坂城の御城番を命じられた。この時、彼らが居住した屋敷が御城番屋敷として現存する。

### 近代

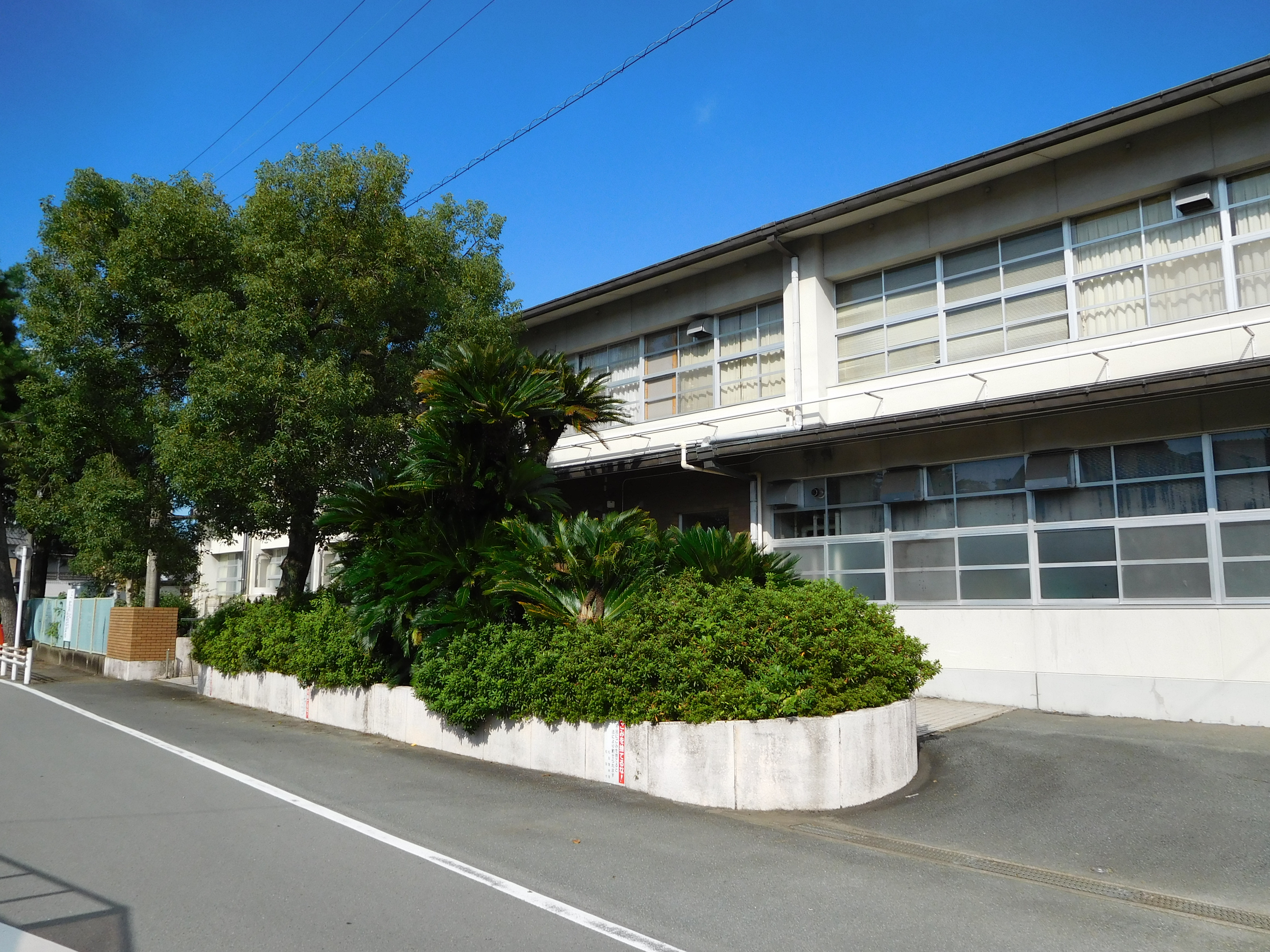
第一小学校（2016年）

明治時代になると正式な町となり、東殿町と西殿町に分かれた。1873年（明治6年）7月、大手学校（現・松阪市立第一小学校）が開校した。1874年（明治7年）12月17日に度会県権令・久保断三名義で東殿町と西殿町を合併して殿町とすることが布告された。松坂城跡には明治初期まで城代屋敷や徳川陣屋などの建造物が残っていたが、1877年（明治10年）の失火や1881年（明治14年）の表門などの城門、土蔵の破却によって失われ、城の堀も埋め立てが進み、神道川にその痕跡をとどめるのみとなった。破却の行われた1881年（明治14年）の5月26日には、城跡が三重県の管轄する松阪公園として認可され、以後史跡として保護されることとなった。この間、1879年（明治12年）2月5日に飯高飯野郡役所が開庁した。1883年（明治16年）に刊行の『飯高郡松坂地誌』では、殿町について「松坂の道路元標（松坂本町）の坤（南西）に位置する住宅地であり、西と北は内五曲村、南は大黒田村、東は新町、新坐町、魚町などと接する。町域は東西400間（≒727.3 m）、南北570間（≒1,036.3 m）で旧・代官小路を町域に編入した。」旨を記している。1889年（明治22年）の町村制施行時に殿町は飯高郡松阪町の一部となり、大字松阪小字殿町となった。

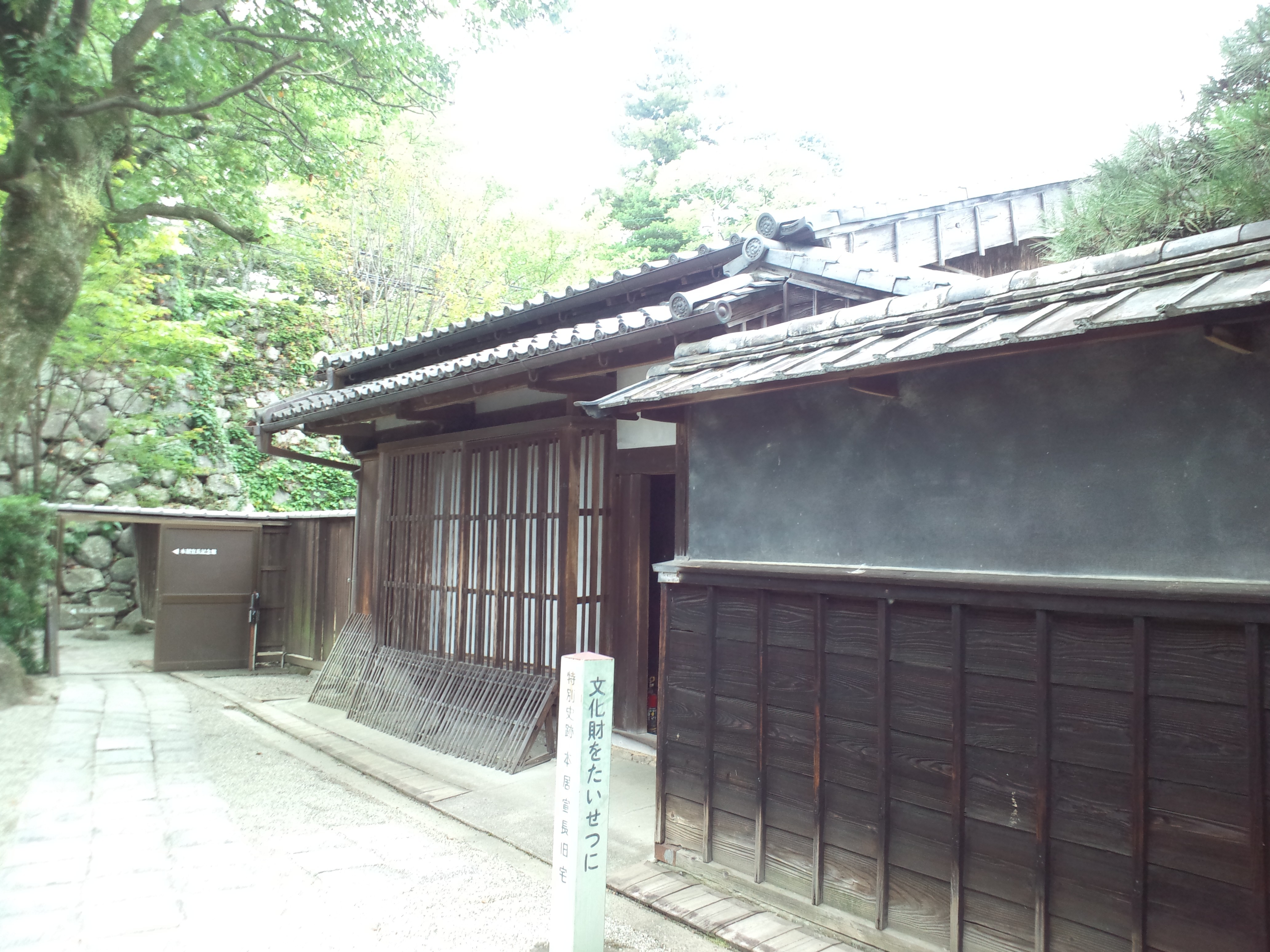
本居宣長旧宅（2012年）

松阪公園には1909年（明治42年）10月4日に魚町から本居宣長旧宅（鈴屋）が移築され、1912年（明治45年）4月15日には飯南郡図書館（現・松阪市松阪図書館）が開館した。また、三ノ丸跡地には1904年（明治37年）12月に三重県立工業学校（現・三重県立松阪工業高等学校）が、1922年（大正11年）7月20日には飯南高等女学校（現・三重県立松阪高等学校）が、それぞれ新築移転して来て、1920年（大正9年）4月には三重県立松阪商業学校（現・三重県立松阪商業高等学校）が殿町で創立するなど、殿町は文教地区の性格を帯びていった。この頃、殿町に住む姉の家で療養を兼ねて暮らしていた梶井基次郎は、1925年（大正14年）に小説『城のある町にて』を上梓し、松阪町と松坂城が作品の舞台となった。
1933年（昭和8年）、松阪町は市制施行して松阪市となり、殿町は大字松阪の小字として継承された。1939年（昭和14年）7月24日には市営運動場（現・松阪公園グラウンド）が市民の勤労奉仕により開場した。

### 現代

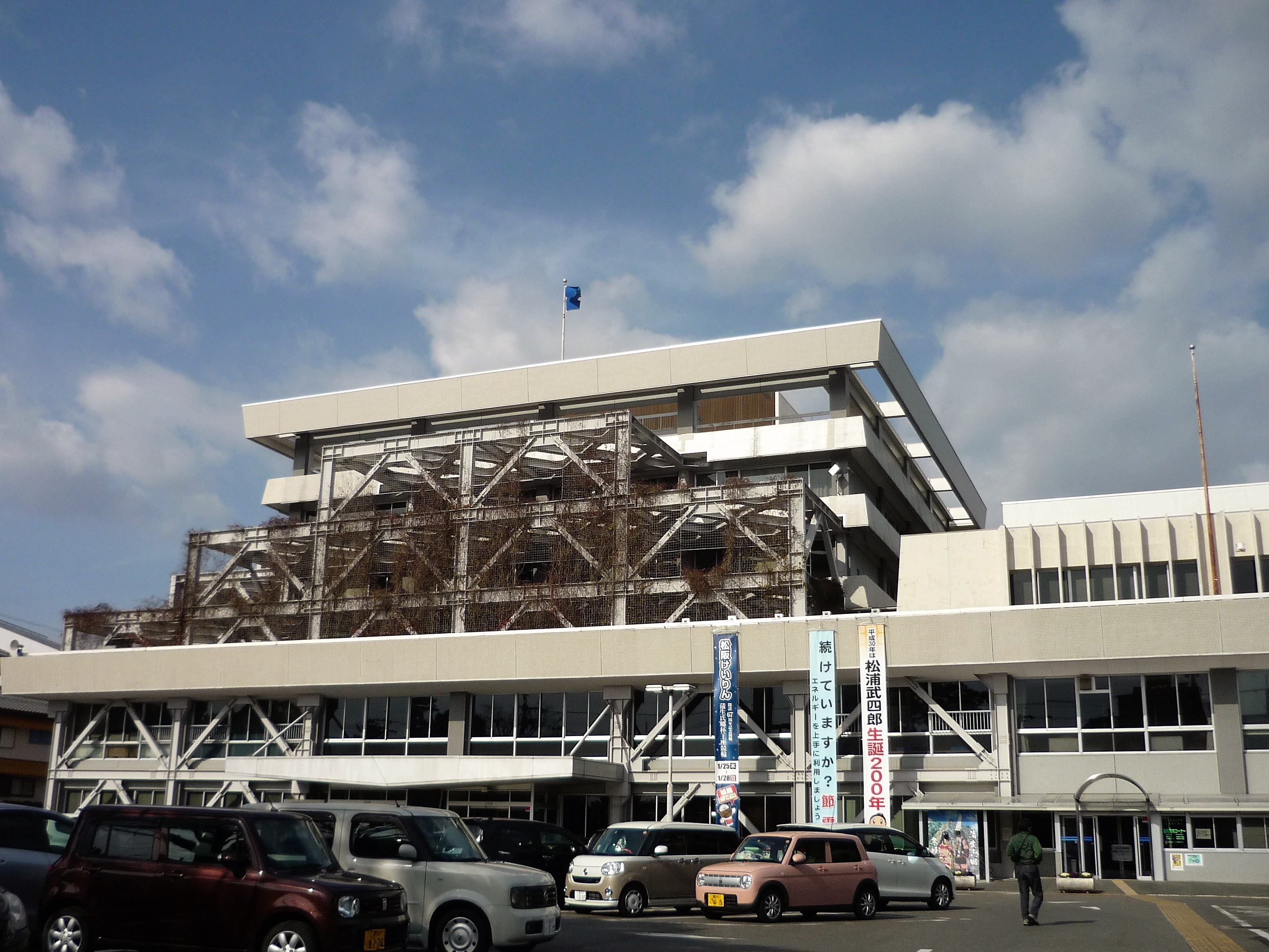
松阪市役所（2018年）

1948年（昭和23年）5月、飯南高等女学校は三重県立松阪中学校と統合して三重県松阪南高等学校（現・三重県立松阪高等学校）となり、旧・松阪中学の校地である垣鼻へ移転した。旧・飯南高女の敷地は新制中学校の松阪市立殿町中学校に継承された。1952年（昭和27年）7月9日には松坂城の本丸 ・二ノ丸・きたい丸・隠居丸が「松坂城跡」として三重県指定史跡となり、同年中に二ノ丸跡にクマ、タヌキ、キツネ、ワニを飼育する動物舎が建設された。また同年9月、松阪市立第二小学校から分離して松阪市立幸小学校が開校した。1953年（昭和28年）5月1日、それまで小字であった殿町を、範囲を変えることなく松阪市の町に昇格させた。
三ノ丸跡の開発は第二次世界大戦後も続き、松阪市営プール、松阪市民病院、松阪市民文化会館、松阪市営結婚式場、松阪市営テニスコート、松阪市営弓道場などが順次建設されていった。1969年（昭和44年）10月6日には松阪市役所が殿町で業務を開始した。1977年（昭和52年）6月1日に飯南郡図書館を継承した松阪市立図書館が松阪公園から移転し、空いた建物は松阪市立歴史民俗資料館に転用された。
1989年（平成元年）より松阪市は松坂城の石垣の大規模修復に着手し、並行して教育委員会が発掘調査を実施した。修復作業は2003年（平成15年）に完了し、城跡が2006年（平成18年）に日本100名城に選定され、2011年（平成23年）に日本国史跡に指定された。

### 沿革
- 1889年（明治22年）4月1日 - 町村制の施行により、飯高郡松阪町大字松阪字殿町となる。
- 1896年（明治29年）4月1日 - 飯高郡が飯野郡と合併し、飯南郡松阪町大字松阪字殿町となる。
- 1933年（昭和8年）2月1日 - 松阪町が市制施行、松阪市大字松阪字殿町となる。
- 1953年（昭和28年）5月1日 - 字名称・区域の変更に伴い、松阪市殿町となる[2]。

### 人口の変遷
総数 [戸数・世帯数：  、人口：  ]
| 1889年（明治22年） | 117戸 504人     |
| 1929年（昭和2年）  | 422世帯 2,016人 |
| 1936年（昭和11年） | 497世帯 2,227人 |
| 1980年（昭和55年） | 616世帯 1,844人 |
| 1990年（平成2年）  | 552世帯 1,445人 |
| 2000年（平成12年） | 462世帯 1,123人 |
| 2010年（平成22年） | 402世帯 910人   |
| 2020年（令和2年）  | 411世帯 881人   |

### 町名の変遷
| 実施後 | 実施年月日               | 実施前               |
| ------ | ------------------------ | -------------------- |
| 殿町   | 1953年（昭和28年）5月1日 | 大字松阪字殿町の全域 |

## 経済
2015年（平成27年）の国勢調査による15歳以上の就業者数は381人で、第一次産業が3人（0.8%）、第二次産業が67人（17.6%）、第三次産業が311人（81.6%）となっており、産業別では多い順に卸売業・小売業（70人・18.4%）、医療・福祉（55人・14.4%）、製造業（52人・13.6%）、教育・学習支援業（30人・7.9%）、宿泊業・飲食サービス業（27人・7.1%）の順になる。
2014年（平成26年）の経済センサスによると、殿町の全事業所数は100事業所、従業者数は2,247人である。具体的には医療・福祉が18、専門サービス業（他に分類されないもの）が16、教育・学習支援業が13、卸売業・小売業、宿泊業・飲食サービス業が各12、地方公務が6、不動産業・物品賃貸業が5、金融業・保険業、学術研究・専門・技術サービス業、洗濯・理容・美容・浴場業が各4、職別工事業（設備工事業を除く）、製造業が各2、林業、水道業が各1事業所となっている。全100事業所のうち58事業所が従業員4人以下の小規模事業所である。

## 交通

### 鉄道
殿町に鉄道は通っておらず、最寄り駅は東海旅客鉄道・近鉄松阪駅である。同駅から殿町まで徒歩で10 - 20分程度かかる。

### 路線バス
2020年（令和2年）現在、殿町には三重交通（松阪営業所管内）と鈴の音バスが乗り入れており、市役所前、市民病院前、松阪工業グランド前、幸公民館前の4つのバス停がある。
三重交通
- ■02系統 松阪市内線 松阪駅前[42]
- ■02系統 松阪市内線 パークタウン学園前[42]
- ■02系統 松阪市内線 松阪中央病院[42]
- ■48系統 阿坂・小野線 松阪駅前[43]
- ■48系統 阿坂・小野線 小野[43]
- ■48系統 阿坂・小野線 嬉野一志町[43]

鈴の音バス
- ■市街地循環線 左回り JR松阪駅[40]
- ■市街地循環線 右回り JR松阪駅[40]
- ■幸中央線 JR松阪駅[44]
- ■幸中央線 アドバンスモール松阪[44]

### 道路
- 三重県道756号松阪環状線（近鉄道路）
- 大手通り[10]

## 施設
- 松阪市役所
  - 第二分館（教育委員会）
  - 第三分館（上下水道部）
- 松阪市民病院
- 松阪市立第一保育園
- 松阪市立第一小学校
- 松阪市立幸小学校
- 松阪市立殿町中学校
- 三重県立松阪工業高等学校
- 松阪市第一公民館
- 松阪市幸公民館

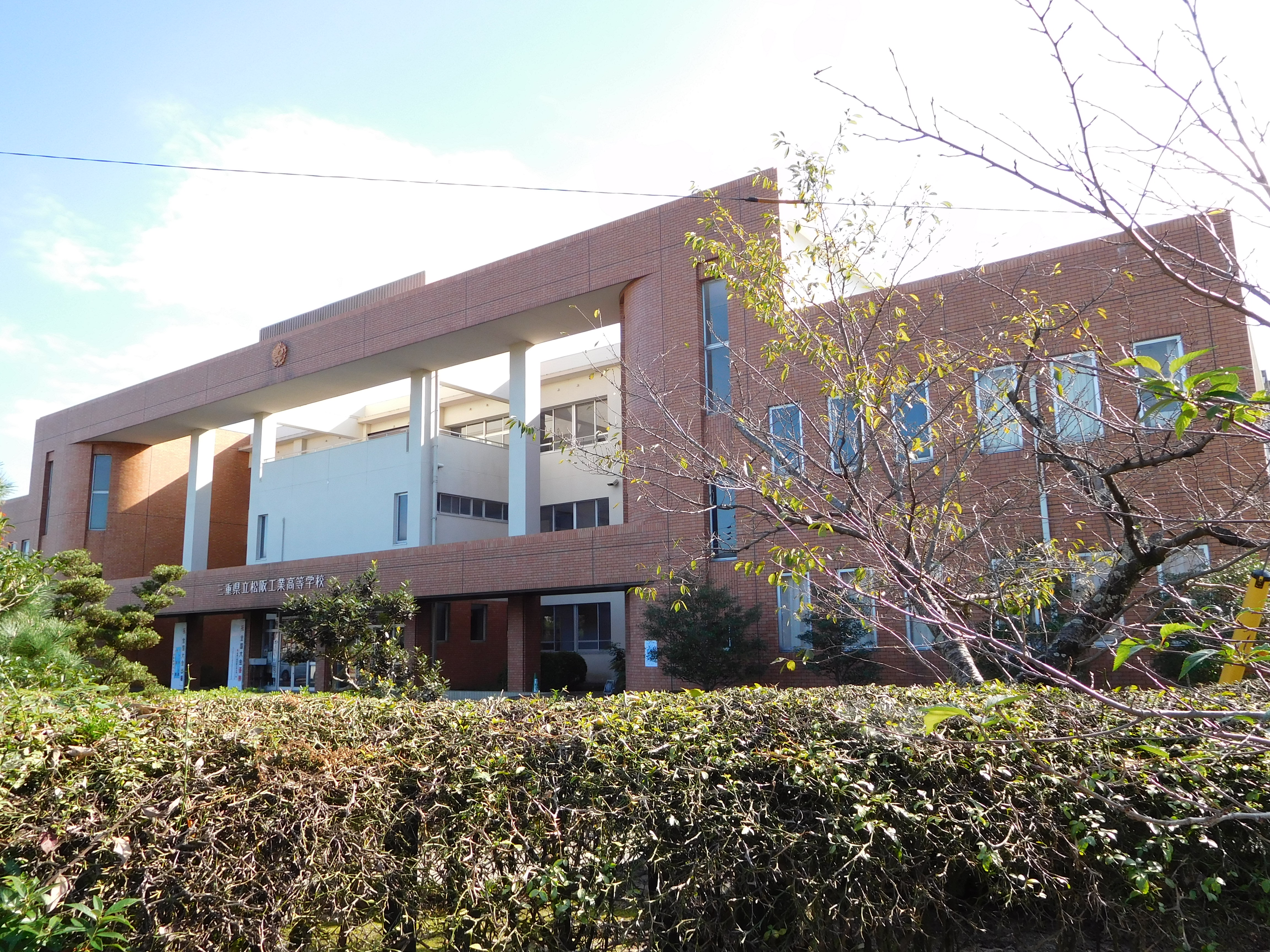
松阪工業高校

- 松阪公園グラウンド（CHIKKIDOUANモーモースタジアム）
- 松阪公園プール
- 割烹旅館八千代

### 過去に存在した施設
- 三重青年師範学校→三重大学学芸学部松阪分校
- 三重大学学芸学部附属高等学校
- 三重県立松阪商業高等学校
- 松阪市立図書館
- 松阪市消防本部庁舎
- 夕刊三重本社
- クラギ株式会社本社

### 史跡

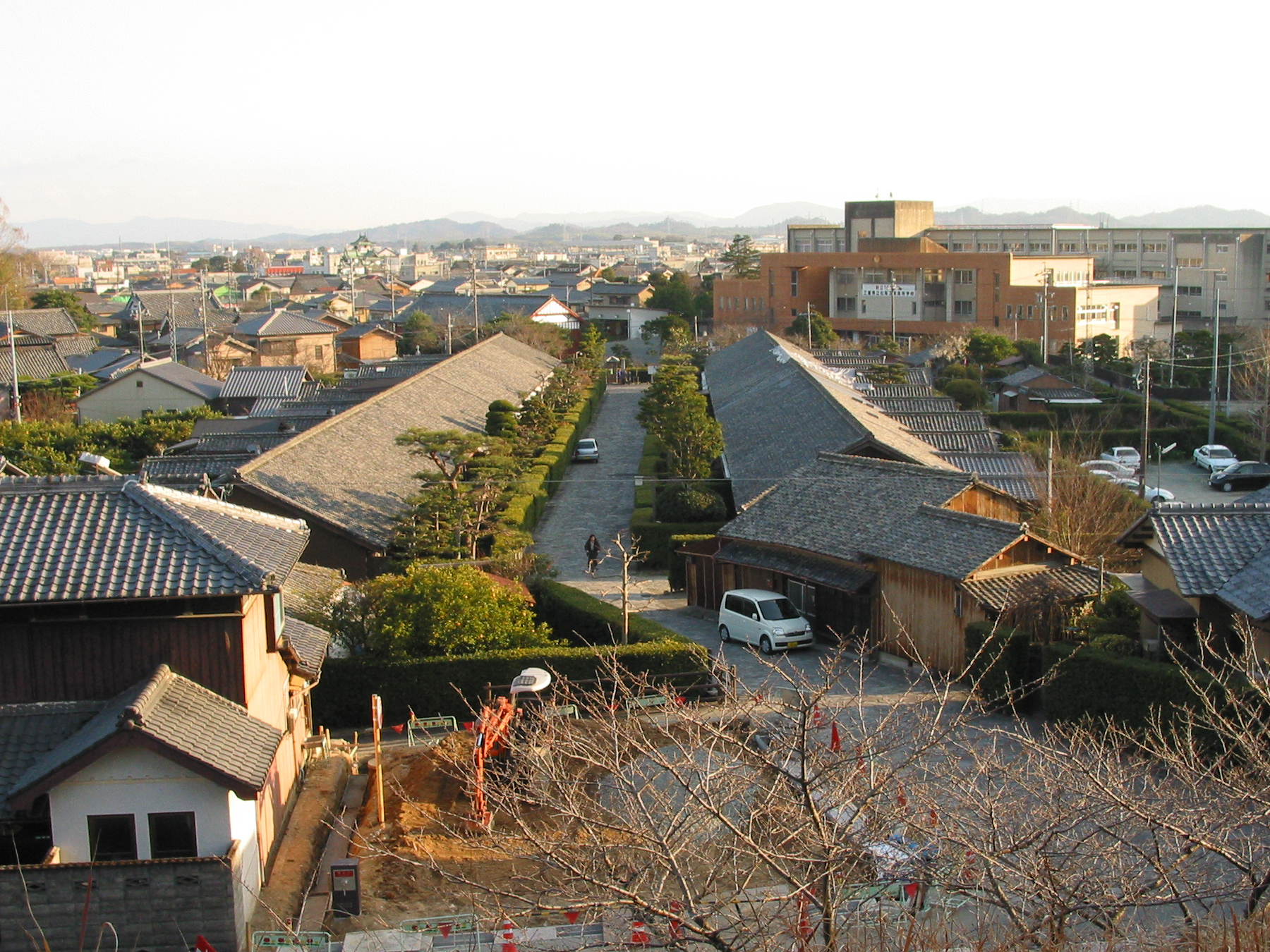
御城番屋敷

- 松阪公園
  - 松坂城跡
  - 松阪市歴史民俗資料館
  - 本居宣長記念館
  - 本居宣長旧宅
- 松阪神社
- 本居宣長ノ宮
- 日本キリスト教団松阪教会
- カトリック松阪教会
- 御城番屋敷
- 原田二郎旧宅